# Rikki Ducornet
Pour les articles homonymes, voir Ducornet.
 (août 2022).
Si vous disposez d'ouvrages ou d'articles de référence ou si vous connaissez des sites web de qualité traitant du thème abordé ici, merci de compléter l'article en donnant les références utiles à sa vérifiabilité et en les liant à la section « Notes et références ».
 (août 2022).
La mise en forme du texte ne suit pas les recommandations de Wikipédia : il faut le « wikifier ».
Les points d'amélioration suivants sont les cas les plus fréquents. Le détail des points à revoir est peut-être précisé sur la page de discussion.
- Les titres sont pré-formatés par le logiciel. Ils ne sont ni en capitales, ni en gras.
- Le texte ne doit pas être écrit en capitales (les noms de famille non plus), ni en gras, ni en italique, ni en « petit »…
- Le gras n'est utilisé que pour surligner le titre de l'article dans l'introduction, une seule fois.
- L'italique est rarement utilisé : mots en langue étrangère, titres d'œuvres, noms de bateaux, etc.
- Les citations ne sont pas en italique mais en corps de texte normal. Elles sont entourées par des guillemets français : « et ».
- Les listes à puces sont à éviter, des paragraphes rédigés étant largement préférés. Les tableaux sont à réserver à la présentation de données structurées (résultats, etc.).
- Les appels de note de bas de page (petits chiffres en exposant, introduits par l'outil «  Source ») sont à placer entre la fin de phrase et le point final[comme ça].
- Les liens internes (vers d'autres articles de Wikipédia) sont à choisir avec parcimonie. Créez des liens vers des articles approfondissant le sujet. Les termes génériques sans rapport avec le sujet sont à éviter, ainsi que les répétitions de liens vers un même terme.
- Les liens externes sont à placer uniquement dans une section « Liens externes », à la fin de l'article. Ces liens sont à choisir avec parcimonie suivant les règles définies. Si un lien sert de source à l'article, son insertion dans le texte est à faire par les notes de bas de page.
- La présentation des références doit suivre les conventions bibliographiques. Il est recommandé d'utiliser les modèles {{Ouvrage}}, {{Chapitre}}, {{Article}}, {{Lien web}} et/ou {{Bibliographie}}. Le mode d'édition visuel peut mettre en forme automatiquement les références.
- Insérer une infobox (cadre d'informations à droite) n'est pas obligatoire pour parachever la mise en page.

Pour une aide détaillée, merci de consulter Aide:Wikification.
Si vous pensez que ces points ont été résolus, vous pouvez retirer ce bandeau et améliorer la mise en forme d'un autre article.
Rikki Ducornet, née en 1943 à Canton (État de New York), est une poétesse américaine, également illustratrice, essayiste et romancière.

## Biographie
Rikki Ducornet est issue d'un milieu d'intellectuels américains : sa mère travaillait pour la radio et la télévision dans le cadre de programmes socio-éducatifs et son père était professeur de sociologie au Bard College. C'est là que Rikki rencontre et se lie d'amitié avec de jeunes auteurs de dix ans plus âgés qu'elle, Robert Coover et Robert Kelly, qui promeuvent de nouvelles formes d'expression poétique, lesquelles marquent profondément la jeune femme.
En 1972, elle part s'installer dans la vallée de la Loire avec son mari, Guy Ducornet, peintre et écrivain d'origine française avec lequel elle se rapproche du mouvement Phases fondé par Édouard Jaguer. En 1974, elle commence à publier des recueils de poésie très marqués par le surréalisme. En 1975, avec son époux, elle publie à Paris, chez un petit éditeur, Bouche a Bouche. Puis, le couple part s'installer au Canada, en Ontario.
Dans les années 1980, Rikki Ducornet se lance dans la fiction, publie des nouvelles puis des romans, dont The Stain, qui se déroule dans la vallée de la Loire au XIXe siècle, une histoire très marquée par les questions de sexualité et de religion. En 1988, elle reçoit une bourse du Radcliffe Institute for Advanced Study. En 1989, Rikki part enseigner à l'université de Denver, occupant un poste de professeur attaché au département de lettres anglo-saxonnes. En 1999, elle publie son premier essai, The Monstruous & The Marvellous chez City Lights (San Francisco).
En 2008, elle est distinguée par l'Académie américaine des arts et des lettres.
Depuis 1970, Rikki illustre également (avec Guy Ducornet) des ouvrages destinés à la jeunesse et aux adultes.
Ducornet prétend être le sujet de la chanson de Steely Dan Rikki Don't Lose That Number.  Le chanteur de Steely Dan, Donald Fagen , l'avait rencontrée alors que tous deux fréquentaient le Bard College.  Ducornet dit qu'ils se sont rencontrés lors d'une fête universitaire et même si elle était mariée à l'époque, il lui a donné son numéro. Ducornet a été intrigué par Fagen et a été tenté de l'appeler, mais elle a décidé de ne pas le faire. Elle a dit plus tard à un intervieweur: "Philosophiquement, c'est une chanson intéressante; je veux dire, je pense que son "numéro" est un chiffre pour le moi." 

## Ouvrages traduits en français
- Haddock's Eyes / Les Yeux d'Églefin , éd. bilingue, trad. par Pierre Yvard, 6 illustrations de l'auteur, Paris, Éditions du Fourneau, 1987.
- The Volatilized Ceiling of Baron Munodi / Les Plafonds volatilisés du baron Munodi, éd. bilingue, trad. par Guy Ducornet, Angers, Deleatur, 1991.
- Les Feux de l'orchidée (Entering Fire), trad. par Guy Ducornet, Angers, Deleatur, 1993 (rééd. Le Serpent à plumes, 1999, Cambourakis, 2013).
- Phosphore au pays des rêves (Phosphor in Dreamland), trad. par Guy Ducornet, Paris, Le Serpent à plumes, 2000.
- L’Éventail du marquis de Sade, trad. par Guy Ducornet, Paris, Le Serpent à plumes, 2002.
- Gazelle, trad. par Guy Ducornet, Paris, Éditions Joëlle Losfeld, 2007, prix Guerlain 2008.
- F***able (Netsuke), Paris, Éditions Joëlle Losfeld, 2013.